# Gáz van, jövünk! (film, 1976)
A Gáz van, jövünk! (eredeti címe: The Bad News Bears) egy 1976-os amerikai sportvígjáték, amelyet Michael Ritchie rendezett. A forgatókönyvet Bill Lancaster készítette. A produkció főszerepében Walter Matthau, Tatum O’Neal és Vic Morrow. 1976. április 5-től mutatták be az Egyesült Államokban, a magyar bemutató pontos dátuma nem ismert. A filmet egy BAFTA-díjra jelölték Matthau alakításáért.
A történetnek két folytatása készült: 1977-ben The Bad New Bears in Breaking Training és 1978-ban The Bad News Bears Go to Japan. 2005-ben egy remake is megjelent ugyanazzal a címmel, Billy Bob Thorntonnal a főszerepben.

## Cselekmény
1976-ban Morris Buttermakert, az alkoholista medencetisztítót és egykori kisebb ligás baseball-játékost megkeresi egy ügyvéd. Az ügyvéd fizetséget kínál neki, hogy edzősködjön a fia ifjúsági baseball-liga bővülő csapatánál, a Bearsnél. A csapat azonban alkalmatlan játékosokból áll, akiket egy, a liga ellen indított peres eljárás eredményeként hoztak létre: ők azok a játékosok, akiket valamilyen okból kizártak a többi csapatból. A Bears így csupa kívülállókból áll.
Buttermaker nem sokat tesz azért, hogy segítsen a fiúknak javulni, és az első meccsük előtt semmit sem ér el, kivéve, hogy talál egy szponzort, aki biztosítja az egyenruhákat. A nyitómeccsről lemond, miután a Bears 26 futást engedélyez, anélkül, hogy egyetlen kiesést is jegyeznének. A megaláztatás miatt a csapat ki akar lépni, így Buttermaker komolyabban elkezd foglalkozni velük, és megtanítja őket a mezőny szabályaira, hogyan kell ütni és csúszni. Emellett két valószínűtlen érdeklődőt is toboroz: az éles nyelvű Amanda Whurlitzert, Buttermaker egykori barátnőjének 11 éves lányát, aki képzett dobó; és a helyi cigarettázó, uzsorás, Harley-Davidsonon motorozó bajkeverőt, Kelly Leaket, aki történetesen a környék legjobb sportolója, de fiatalkori bűnözése miatt korábban kizárták a játékból. Amanda és Kelly csatlakozásával a csapat önbizalmat nyer, és a Bears győzni kezd. 
Végül a Bears eljut a bajnoki mérkőzésre, szemben az élvonalbeli Yankees csapatával, akiket az agresszív, versengő Roy Turner edz. A játék előrehaladtával a feszültség egyre nő a csapatok és az edzők között, mivel Buttermaker és Turner kíméletlenül viselkedik egymással és a játékosokkal szemben, hogy megnyerjék a meccset. Amikor azonban Turner megüti a fiát, Joey-t, a dobót, mert figyelmen kívül hagyja az utasításait, Joey bosszút áll, és lesétál a pályáról. Buttermaker rájön, hogy ő is túl nagy hangsúlyt fektetett a győzelemre, és beveti a kispadosokat, hogy mindenki játszhasson. A Bears végül veszít, de Buttermaker húzása ellenére majdnem megnyerik a meccset. A trófea átadása után Buttermaker sört ad a csapatnak, amit a pályán ünnepelve egymásra spriccelnek, mintha győztek volna, és megmondják a Yankeesnek, hogy „hova tehetik a bajnoki trófeát”.

## Szereplők
| Szerep             | Színész            | Magyar hangja  |
| ------------------ | ------------------ | -------------- |
| Morris Buttermaker | Walter Matthau     | Szilágyi Tibor |
| Roy Turner         | Vic Morrow         | Jakab Csaba    |
| Cleveland          | Joyce Van Patten   | n.a            |
| Bob Whitewood      | Ben Piazza         | n.a            |
| Mrs Turner         | Shari Summers      | n.a            |
| Amanda Whurlitzer  | Tatum O’Neal       | Mánya Zsófia   |
| Tanner Boyle       | Chris Barnes       | n.a            |
| Kelly Leak         | Jackie Earle Haley | n.a            |
| Ahmad Abdul-Rahim  | Erin Blunt         | n.a            |
| Mike Engelberg     | Gary Lee Cavagnaro | n.a            |
| Alfred Ogilvie     | Alfred W. Lutter   | n.a            |
| Toby Whitewood     | David Stambaugh    | n.a            |
| Timmy Lupus        | Quinn Smith        | n.a            |
| Jose Aguilar       | Jaime Escobedo     | n.a            |
| Miguel Aguilar     | George Gonzales    | n.a            |
| Rudi Stein         | David Pollock      | n.a            |
| Jimmy Feldman      | Brett Marx         | n.a            |
| Joey Turner        | Brandon Cruz       | n.a            |

## Fogadtatás

### Kritikai visszhang
A film nagyszerű fogadtatásra lelt. A Rotten Tomatoeson 97%-os minősítést ért el 35 értékelés alapján, az összefoglaló szerint: „A Gáz van, jövünk! durva, trágár és cinikus, de őszinte, hamisítatlan humorral átszőtt, és Walter Matthau ügyes, visszafogott alakítása tartja össze.” Dan Epstein a Rolling Stone-tól azt írta: „Megjelent egy film, amely mindent gyönyörűen, viccesen, sőt fájdalmasan eltalált.” Vincent Canby a New York Timestól azt írta: „[Ritchie] a legtöbbször kordában tartja az érzelgősséget, és végig első osztályú előadókat szerez a miniatűr szereplőgárdából.” Roger Ebert azt írta: „[Ritchie] még a felkavaró anyag ellenére is komikus jeleneteket rendez, és ez még hatásosabbá teszi a filmet; néha nevetünk, néha nem, és a film akkor működik a legjobban, amikor hallgatunk.”
A Metacritic 84 pontot adott a 100-ból 15 vélemény alapján. A Variety szerint: „A Gáz van, jövünk! egy rendkívül vicces felnőtt-gyerek vígjáték. Walter Matthau tökéletesen alakítja a főszerepet, mint egy botcsinálta baseball-edző a kisligás atlétika gyarlóságairól és bolondságairól szóló éles produkcióban.” Az IndieWire azt írta: „A durva, trágár és a sportfilmekben általában megtalálható diadalmas finálé olcsó színjátékát szerencsére elkerülő Gáz van, jövünk! egy újabb csodálatosan zabolátlan példája a 70-es évek elveszett, siratott mozijának.”

### Bevétel adatai
A Box Office Mojo szerint a film 32 millió dolláros bevételt ért el, a költségvetésről nincs adat.

## Fontosabb díjak és jelölések
| Esemény                        | Díj               | Kategória                                                                     | Eredmény |
| ------------------------------ | ----------------- | ----------------------------------------------------------------------------- | -------- |
| 30. BAFTA-gála                 | BAFTA-díj         | Legjobb férfi főszereplő – Walter Matthau (a Napsugár fiúk c. filmmel együtt) | Jelölve  |
| 1977-es Writers Guild-díjátadó | Writers Guild-díj | Legjobb forgatókönyv vígjáték kategóriában                                    | Elnyerte |